# Ärkehertig

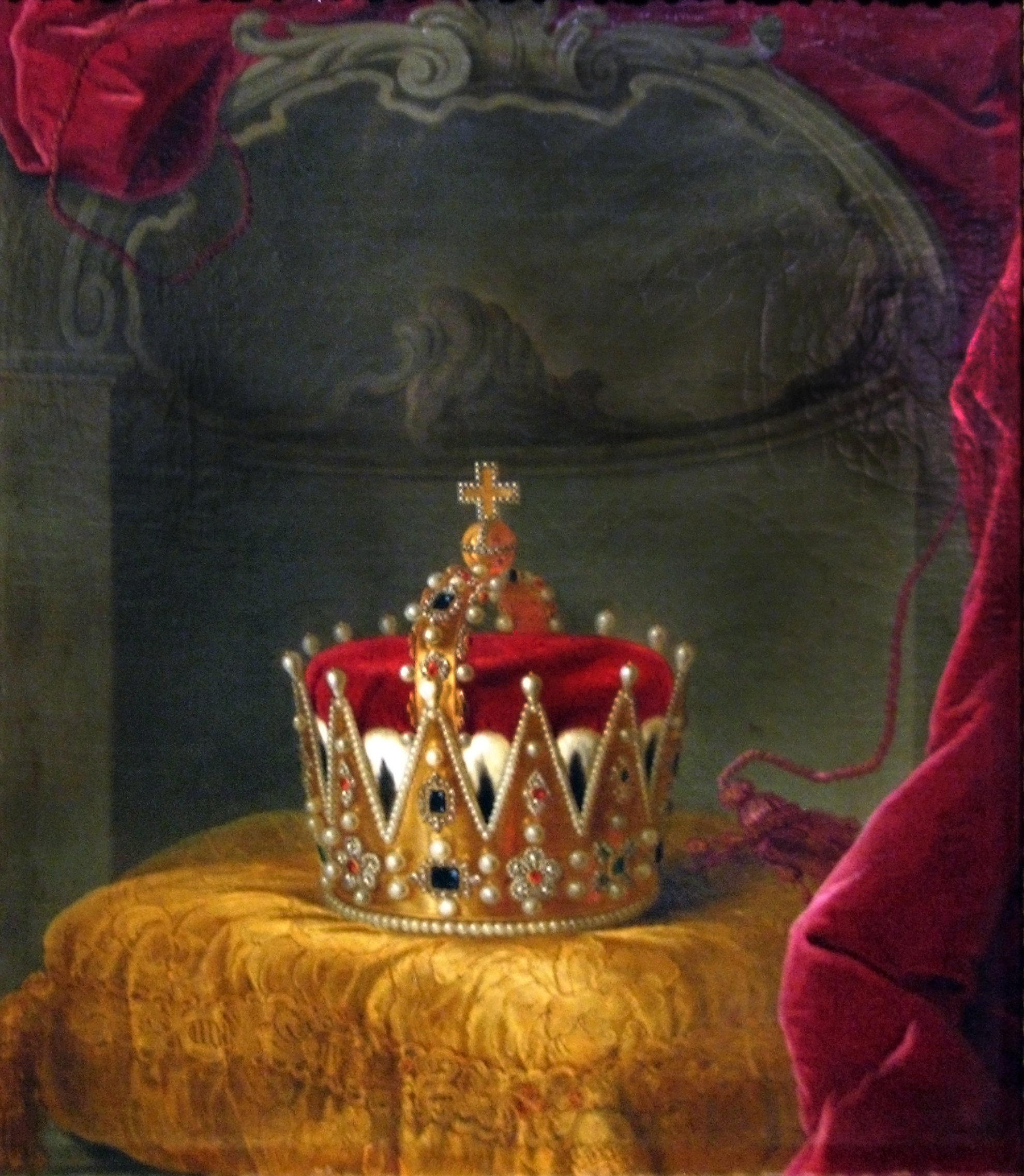
Ärkehertlig krona.

Ärkehertig (femininum: ärkehertiginna) (tyska: Erzherzog, Erzherzogin) var titeln för prinsar som tillhörde huset Habsburg. Titeln användes mellan mitten av 1400-talet och 1918. 
Titeln går tillbaka till 1156, då Kejsar Fredrik I Barbarossa skall ha tillerkänt furstarna av Habsburg samma rang som kurfurstarna, vilka som förvaltare av ärkeämbeten även kallades ärkefurstar.
Den förste habsburgare som nyttjade titeln var ärkehertig Rudolf IV av Österrike (1358–1365). Allmänt erkännande fick titeln först 1453 under kejsar Fredrik III. Då monarkin i Österrike upplöstes 1918 upphörde titeln officiellt och de medlemmar av familjen Habsburg som är österrikiska medborgare är förbjudna att använda titeln och de är kända under sitt förnamn och efternamnet Habsburg-Lothringen. De medlemmar av familjen som är tyska medborgare har dock rätt att använda titeln. Ärkehertig används också inom det belgiska kungahuset där den ingår i titeln för den sedan 1995 också belgiske prinsen Lorenz av Österrike-Este, gift med prinsessan Astrid av Belgien.